# Wilhelm Gerhard Walpers
Wilhelm Gerhard Walpers (Mühlhausen/Thüringen, 26 dicembre 1816 – Berlino, 18 giugno 1853) è stato un botanico tedesco.

## Biografia
Studiò alle Università di Greifswald e Breslavia, ottenendo la sua abilitazione nel 1848 a Berlino. Morì suicida nel 1853 con un colpo di arma da fuoco.
La sua opera principale è stata Repertorium botanices systematicae, sei volumi tra il 1842 e il 1847 ed altri tre dal 1848 al 1853 con il titolo Annales botanices systematicae, che venne terminata dopo la sua morte dal botanico Carl Müller tra il 1857 e il 1871.
Altra sua opera è Animadversiones criticae in Leguminosas Capenses Herbarii Regii Berolinensis, del 1839.
Il genere Walpersia Harv. è stato così denominato in suo onore ed è un sinonimo di Phyllota (DC.) Benth.